# Плавання на літніх Олімпійських іграх 1924
Змагання з плавання на літніх Олімпійських іграх 1924 в Парижі тривали з 13 до 20 липня 1924 року в Piscine des Tourelles. Розіграно 11 комплектів нагород: 6 серед чоловіків і 5 серед жінок. Змагалися 169 спортсменів з 23-х країн. Збірна США очолила медальний залік, здобувши 19 з 33-х можливих нагород (9 з 11-ти можливих золотих).

## Таблиця медалей
| Місце               | Країна                | Золото | Срібло | Бронза | Загалом |
| ------------------- | --------------------- | ------ | ------ | ------ | ------- |
| 1                   | США (USA)             | 9      | 5      | 5      | 19      |
| 2                   | Велика Британія (GBR) | 1      | 2      | 1      | 4       |
| 3                   | Австралія (AUS)       | 1      | 1      | 2      | 4       |
| 4                   | Швеція (SWE)          | 0      | 2      | 2      | 4       |
| 5                   | Бельгія (BEL)         | 0      | 1      | 0      | 1       |
| 6                   | Угорщина (HUN)        | 0      | 0      | 1      | 1       |
| Загалом (6 збірних) | Загалом (6 збірних)   | 11     | 11     | 11     | 33      |

## Медальний залік

### Чоловіки
| Дисципліни                      | Золото                                                                         | Срібло                                                                          | Бронза                                                                             |
| ------------------------------- | ------------------------------------------------------------------------------ | ------------------------------------------------------------------------------- | ---------------------------------------------------------------------------------- |
| 100 м вільним стилем            | Джонні Вайссмюллер (USA)                                                       | Дьюк Каганамоку (USA)                                                           | Семюел Каганамоку (USA)                                                            |
| 400 м вільним стилем            | Джонні Вайссмюллер (USA)                                                       | Арне Борґ (SWE)                                                                 | Бой Чарлтон (AUS)                                                                  |
| 1500 м вільним стилем           | Бой Чарлтон (AUS)                                                              | Арне Борґ (SWE)                                                                 | Френк Борепер (AUS)                                                                |
| 100 м на спині                  | Воррен Кілога (USA)                                                            | Пол Ваєтт (USA)                                                                 | Карой Барта (HUN)                                                                  |
| 200 м брасом                    | Боб Скелтон (USA)                                                              | Жозеф Де Комб (BEL)                                                             | Білл Кіршбаум (USA)                                                                |
| Естафета 4×200 м вільним стилем | США (USA) Ралф Бреєр Геррі Ґленсі Дік Гавелл Воллі О'Коннор Джонні Вайссмюллер | Австралія (AUS) Френк Борепер Бой Чарлтон Мосс Крісті Ернест Генрі Іван Стедмен | Швеція (SWE) Оке Борґ Арне Борґ Тор Геннінґ Єста Перссон Орвар Тролле Ґеорґ Вернер |

### Жінки
| Дисципліни                      | Золото                                                                | Срібло                                                                         | Бронза                                                              |
| ------------------------------- | --------------------------------------------------------------------- | ------------------------------------------------------------------------------ | ------------------------------------------------------------------- |
| 100 м вільним стилем            | Етел Лекі (USA)                                                       | Меріечен Веселау (USA)                                                         | Ґертруда Едерле (USA)                                               |
| 400 м вільним стилем            | Марта Нореліус (USA)                                                  | Гелен Вейнрайт (USA)                                                           | Ґертруда Едерле (USA)                                               |
| 100 м на спині                  | Сібіл Бауер (USA)                                                     | Філліс Гардінґ (GBR)                                                           | Ейлін Ріґґін (USA)                                                  |
| 200 м брасом                    | Люсі Мортон (GBR)                                                     | Аґнес Джереті (USA)                                                            | Ґледіс Карсон (GBR)                                                 |
| Естафета 4×100 м вільним стилем | США (USA) Юфрейжа Доннеллі Ґертруда Едерле Етел Лекі Меріечен Веселау | Велика Британія (GBR) Флоренс Баркер Констанс Джинс Ґрейс Маккензі Іріс Таннер | Швеція (SWE) Айна Берґ Ґурлі Еверлунд Віван Петтерссон Єрдіс Тепель |

## Країни-учасниці
Змагалися 169 спортсменів (118 чоловіків і 51 жінка) з 23-х країн:
- Аргентина  (4)
- Австралія  (5)
- Бельгія  (6)
- Канада  (2)
- Чехословаччина  (9)
- Данія  (4)
- Фінляндія  (2)
- Франція  (20)
- Велика Британія  (26)
- Греція  (1)
- Угорщина  (6)
- Італія  (6)
- Японія  (6)
- Люксембург  (4)
- Нідерланди  (12)
- Нова Зеландія  (2)
- Норвегія  (1)
- Португалія  (1)
- Іспанія  (4)
- Швеція  (14)
- Швейцарія  (2)
- США  (26)
- Югославія  (6)